# Тончо Аладжов
Полковник доцент доктор Тончо Димов Аладжов е български военен и писател.

## Биография
Аладжов е роден на 16 септември 1924 година в село Тракия, Старозагорска област. Завършва средното си образование в Строителния техникум в Стара Загора, а висшето си образование във Военнотехническата академия в София. Завършва две специализации във Военно инженерната академия „Куйбишев“, Москва, Русия и във Военносвързочната академия „Будьони“, Ленинград, СССР. Дългогодишен преподавател във Военна академия „Георги Раковски“, София. Защитава дисертация по въпросите на управление на войските.
Избран е за доцент по автоматизация на управлението. Член на Съюза на учените в България. Бил е началник на изчислителния център и на Научно-изследователски институт при ГЩ на БНА.
Като участник в антифашистката съпротива е утвърден за активен борец против фашизма и капитализма.
Като професионален военен, сам и в съавторство със свои колеги е написал над десет книги с военно-научна тематика, за което е удостоен с престижната награда „Раковски“, която Министерството на отбраната присъжда за сериозни научни достижения. Разработва и патентова модел на противопехотна мина. Негови научни работи са публикувани в редица списания: „Военна мисъл“, „Армейски преглед“, „Военно-инженерно дело“, „Военна техника“, „Военно исторически сборник“, трудове на Академията и Научния институт, в който е работил.
През целия си съзнателен живот проявява интерес към художествената литература. Автор е на 14 книги и множество литературни творби в специализирани списания като: „Участие“, „Кула“, вестник „Литературен глас“ и „Септември“. Издава в това число и два тома с разкази – „Тракийски извори“ и „Децата на Тракия“.
През 2004 г. проектира и изгражда монумент „В памет на героите от с. Тракия, загинали във войните за майка България“ в централния парк на село Тракия. Паметникът е открит на 6 септември 2004 г. от вицепрезидента генерал Ангел Марин.

## Избрана библиография
- „Тракийски извори“ – сборник разкази, 1995 г., ISBN 954-8804-10-7
- „Децата на Тракия“ – разкази, новели и есета, 2002 г., ISBN 954-9584-86-0
- Генчо Кънев Иванов (Циклопа) и днешното време – история, Биография, 2003 г, ISBN 354-305-042-2
- „Село Тракия Забележителности, случки, събития, личности и някои обичаи“ – етнография, 2003 г., ISBN 954-305-066-Х
- „Разказвам за тези, на които дължа всичко“ – история, Биография, 2009 г., ISBN 978-954-305-248-2
- Велко Димитров (Васката) – началник-щаб на Пета въстаническа оперативна зона Стара Загора, 2001
- „Дядо Димо Динев (Болшевика)“ – биография, 2010 г., ISBN 978-954-9557-11-4[3]